# Moenkhausia intermedia
Moenkhausia intermedia är en fiskart som beskrevs av Eigenmann, 1908. Moenkhausia intermedia ingår i släktet Moenkhausia och familjen Characidae. Inga underarter finns listade i Catalogue of Life.